# Nevada por efecto lacustre

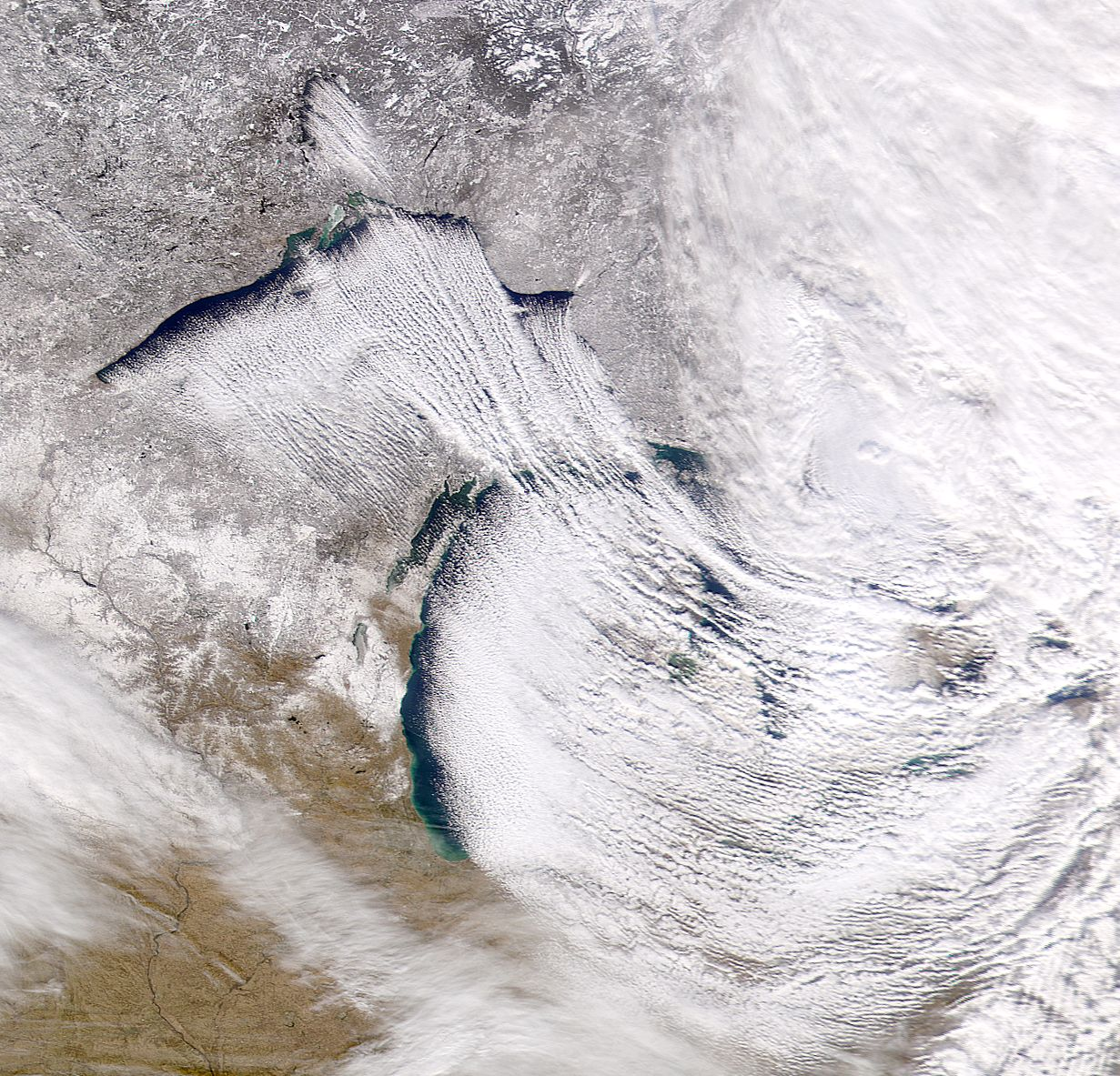
Bandas de nube sobre los Grandes Lagos provocando nevadas.

Una nevada por efecto lacustre (inglés "lake-effect snow") ocurre en condiciones atmosféricas frías cuando una masa de aire gélido pasa sobre grandes depósitos de agua cálida de un lago, proveyendo energía y cargando vapor de agua que se congela y es depositado en las costas de sotavento. El efecto se expande cuando la masa de aire en movimiento es elevada por el efecto de la nube orográfica debido a las altas elevaciones en costas de sotavento. Este levantamiento puede producir restringidas bandas de precipitación intensa, que depositan muchos centímetros de nieve por hora, a menudo resultando en copiosos acumulados de nieve. Estas áreas afectadas por el efecto de la nieve del lago son llamados cinturones de nieve.

Zonas donde ocurre este fenómeno en los Estados Unidos.

 Este efecto, que puede estar acompañado de relámpagos y truenos, ocurre en varias localidades alrededor del mundo, siendo mejor conocido en las áreas populosas de los Grandes Lagos de Norteamérica, específicamente en los estados estadounidenses de Nueva York, Pensilvania, Ohio, Indiana y Míchigan, y la provincia canadiense de Ontario, donde en promedio dejan más de 5 metros de nieve por año.
Para su formación es necesario que a 1.5 kilómetros de altura, donde la presión atmosférica es de unos 850 milibares, la temperatura del aire sea por lo menos 13 °C más fría que en la superficie.

## Formación

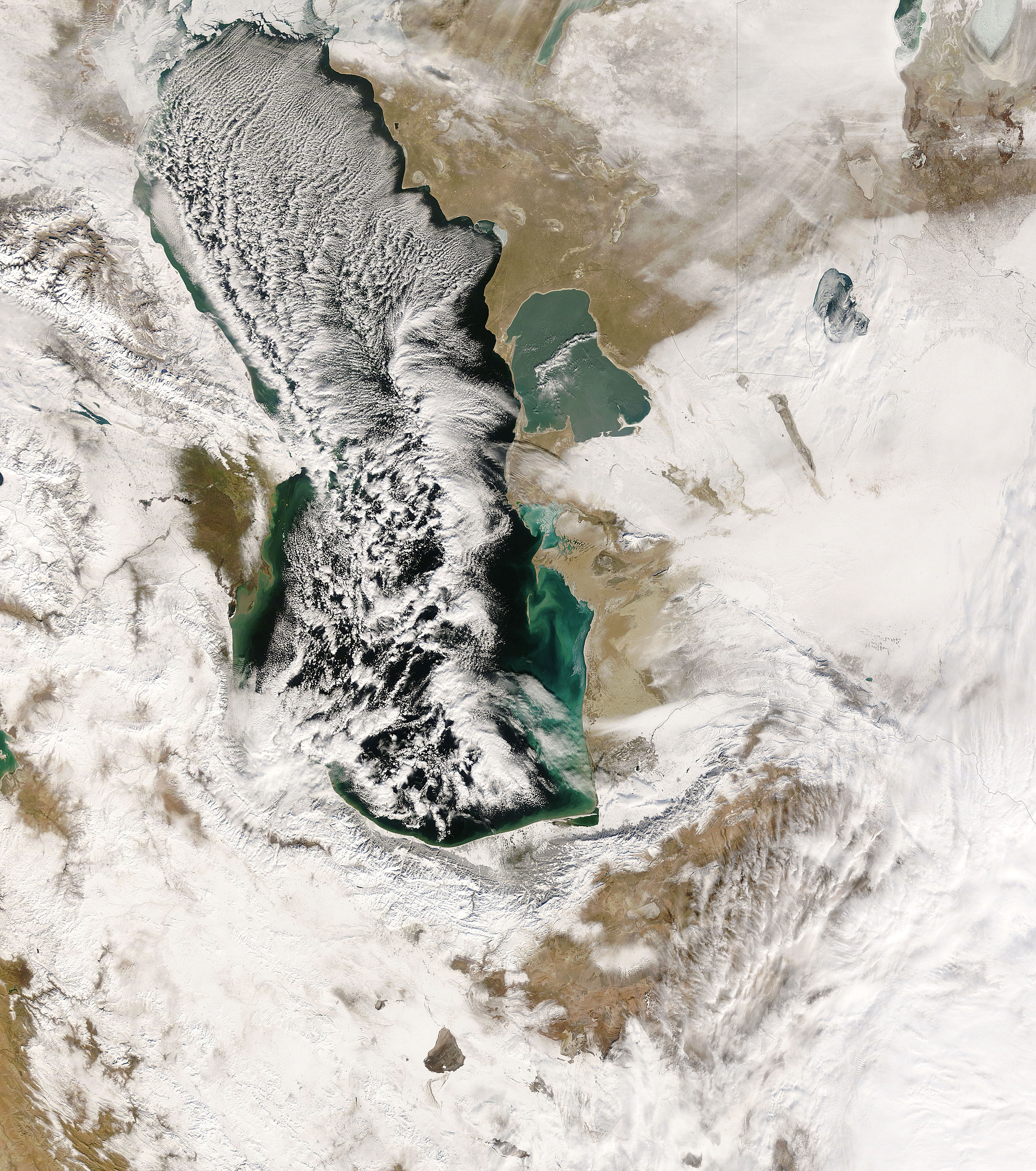
Mar Caspio en invierno

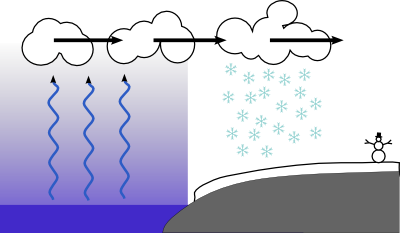
Una nevada por efecto lacustre se produce cuando vientos gélidos soplan sobre aguas templadas.

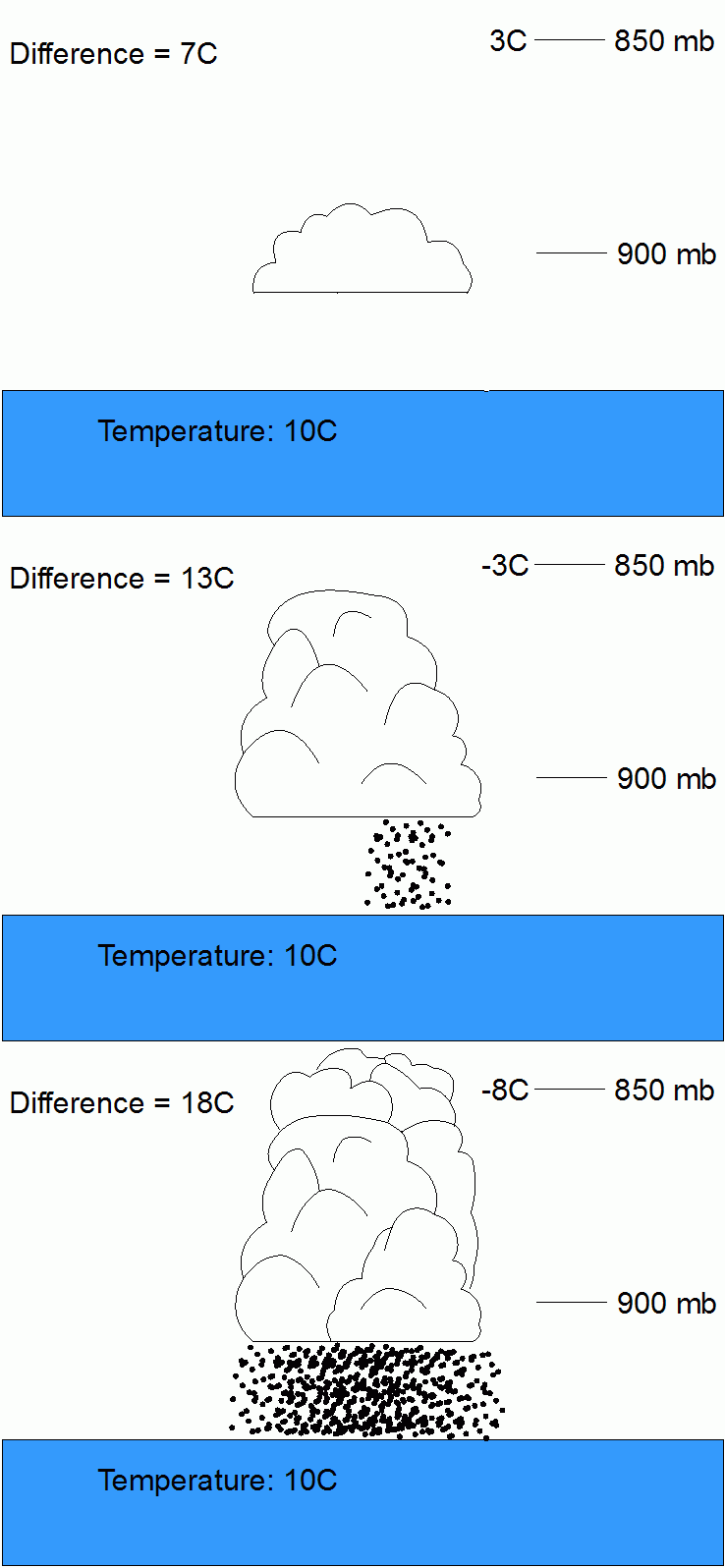

Hay varios elementos clave que son necesarios para que este efecto se forme, y que determinan sus características: inestabilidad, trayecto de recolección, cizalladura, la humedad ascendente, lagos en barlovento, forzamiento sinóptico a gran escala, la orografía y topografía, y el manto níveo.

### Inestabilidad
Una diferencia de 13 °C entre la temperatura de la superficie y la temperatura del nivel de los 850 milibares (o los 1500 m s. n. m.) provee de absoluta inestabilidad y permite que el calor y la humedad se transporte vigorosamente. La gradiente vertical de la atmósfera y la profundidad de convección se ven directamente afectados tanto por la mesoescala del entorno del lago y el ambiente sinóptico; una mayor profundidad de convección, con tasas de retraso cada vez más pronunciadas y un nivel de humedad adecuado fomentan nubes más altas y gruesas que naturalmente producirán una mayor precipitación.

### Trayecto de recolección
Como la mayoría de los lagos tienen una forma irregular, diferentes grados de ángulo de los recorridos darán diferentes distancias; normalmente se requiere un trayecto de al menos 100 km para producir precipitación. En general, cuanto mayor sea el trayecto mayor será la precipitación que se generará. Un mayor trayecto proporciona a la capa exterior un mayor tiempo para proveerse de vapor de agua y energía térmica para desplazarse del agua al aire. A medida que la masa de aire alcanza el otro lado del lago, el aire se eleva y se enfría de nuevo. Se condensa el vapor de agua y cae en forma de nieve por lo general a 40 kilómetros del lago.

### Cizalladura del viento
El corte direccional es uno de los factores más importantes que rigen el desarrollo de los chubascos; ambientes con cizalladura direccional débil típicamente producen chubascos más intensos que aquellos con vientos cortantes de alto nivel. Si el cizallamiento de dirección entre la superficie y el nivel de 700mb es mayor de 60 grados, nada más que una nevisca se puede esperar a lo sumo. Si el cizallamiento de dirección entre la superficie y el nivel de 700mb es de entre 30 y 60 grados, nevadas débiles podrían ocurrir. En entornos en los que la fuerza cortante es inferior a 30 grados de fuerza, se puede esperar bandas muy desarrolladas.
La velocidad de cizallamiento es menos fundamental, pero debe ser relativamente uniforme. La diferencia entre la velocidad de viento entre la superficie y el nivel de los 700mb no debe ser mayor de 40 nudos (74km/h) a fin de evitar que cese en las partes altas. No obstante, suponiendo que de la superficie a los 700mb los vientos son uniformes, una velocidad total más rápida trabajará para transportar la humedad más rápido desde el agua y la banda recorrerá mucho más hacia tierra adentro.

### Humedad
Una corriente baja en humedad relativa hará que sea mucho más difícil y tomará más tiempo para la condensación y la formación de nubes y precipitación. A la vez que si hay una alta humedad, favoreciendo la condensación, la formación de nubes y creando una mayor precipitación.

### Lagos en barlovento
Cualquier gran cuerpo de agua a barlovento tendrá un gran impacto en la precipitación del efecto del lago en un lago a sotavento mediante la adición de humedad o bandas de nubes preexistentes que puede volver a intensificarse en el lago a sotavento. No obstante, los lagos a barlovento no siempre conducen a un aumento en la precipitación a sotavento.

### Fuerza sinóptica
La advección de la vorticidad en altura y el gran nivel de ascenso ayuda a incrementar la mezcla y la profundidad de la convección, mientras que la advección de aire frío baja la temperatura e incrementa la inestabilidad.

### Orografía y Topografía
Por lo general, la precipitación se incrementa con la elevación a sotavento con la elevación a sotavento del lago mientras el frena la precipitación y seca al vendaval mucho más rápido.

### Manto níveo
A medida que un lago se congela progresivamente, su capacidad para producir precipitación decrece por dos razones.
Primeramente, el área de la superficie libre de hielo disminuye, reduciendo la capacidad el espacio de absorción de humedad en el lago. En tanto que las temperaturas cercanas a la congelación reducen la energía latente de calor total disponible para producir los chubascos. Tanto es así que no es necesario que se congele el lago para que el efecto cese.